# Emausaurus
Az Emausaurus a madármedencéjű dinoszauruszok Thyreophora (páncélos dinoszauruszok) alrendjének egyetlen neme. Az egyetlen ide tartozó faj, az Emausaurus ernsti kövületeit Németországban találták meg. A típuspéldányt 1990-ben Harmut Haubold határozta meg.
Ismert egy koponya valamint egy koponya alatti (posztkraniális) csontdarab. A hátán kúpos és magas, tüskés elemek lehettek. A testhossza elérte a két méter, magassága pontosan nem ismert, de valószínűleg nem volt magasabb egy méternél. Kis termete miatt valószínűleg alacsony növényekkel táplálkozott. A kora jurában élt.